# Ion trap

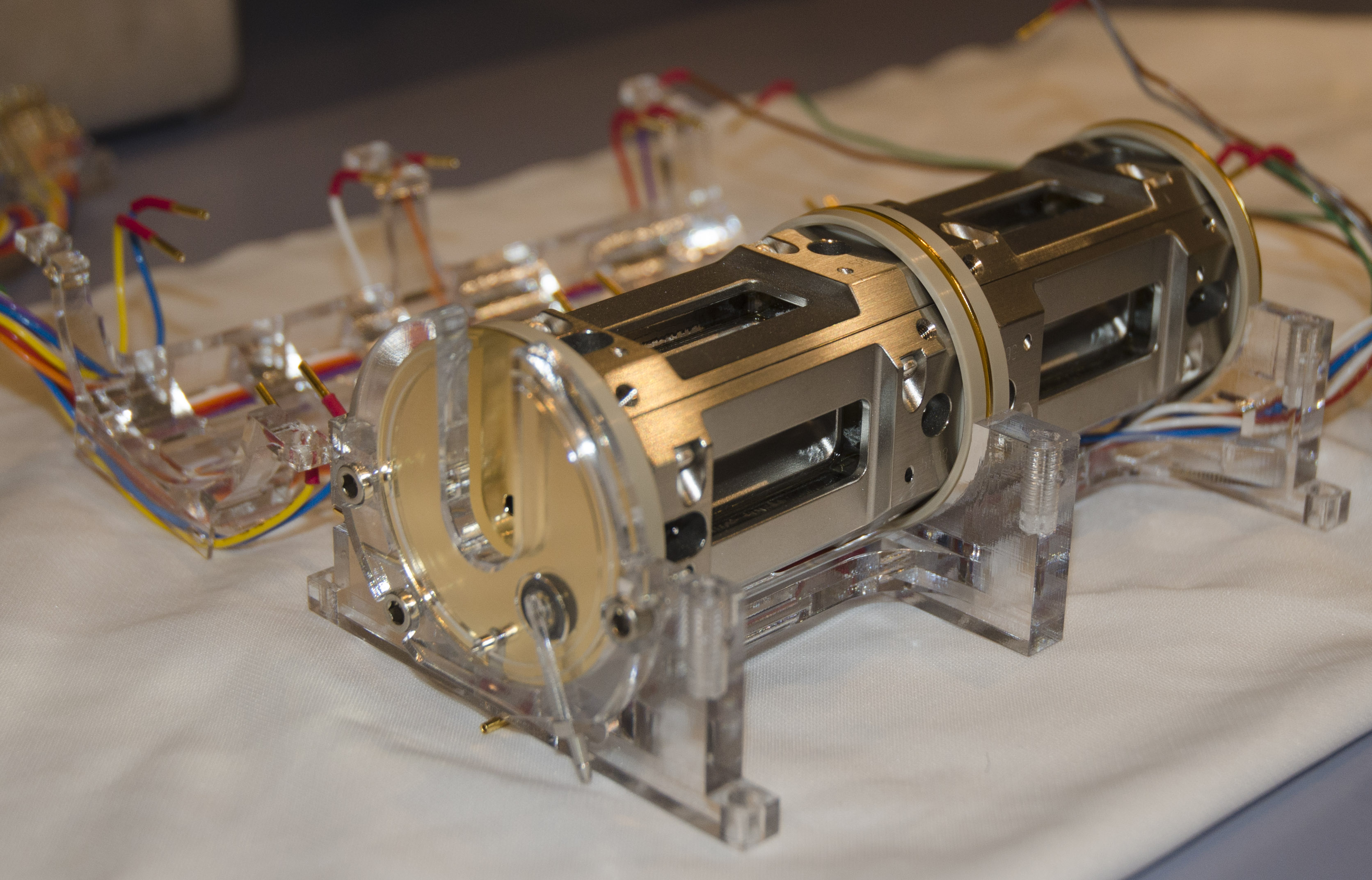
Armadilha de íons dual linear pertencente ao espectrometro de massa Orbitrab Velos

Uma ion trap (literalmente, armadilha de iões, ou de armadilha de íons, no Brasil) é uma combinação de campos elétricos ou magnéticos que captura iões numa região de um sistema de vácuo ou tubo de vácuo.